# طاقة الرياح في الهند

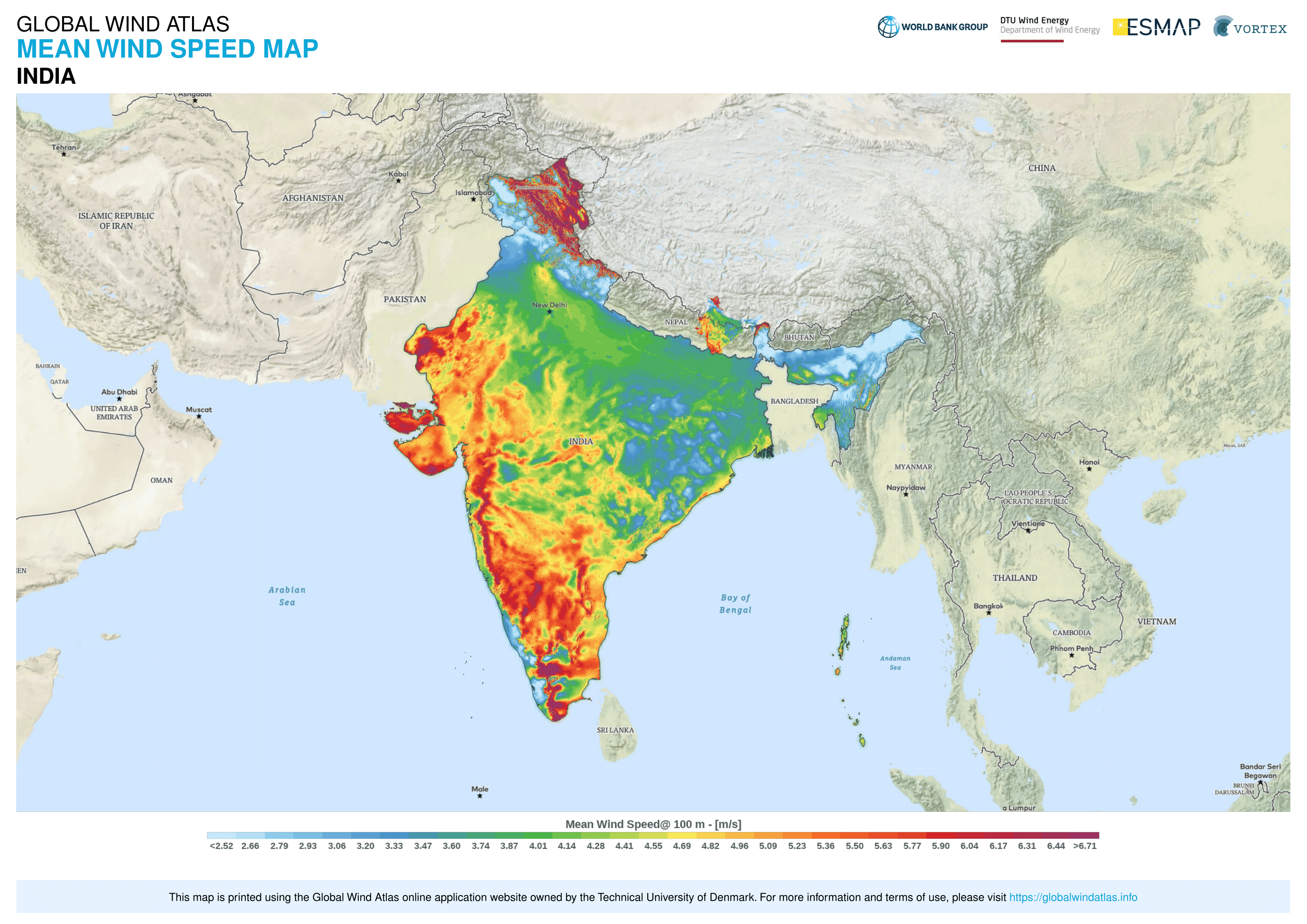
متوسط سرعة الرياح في الهند.

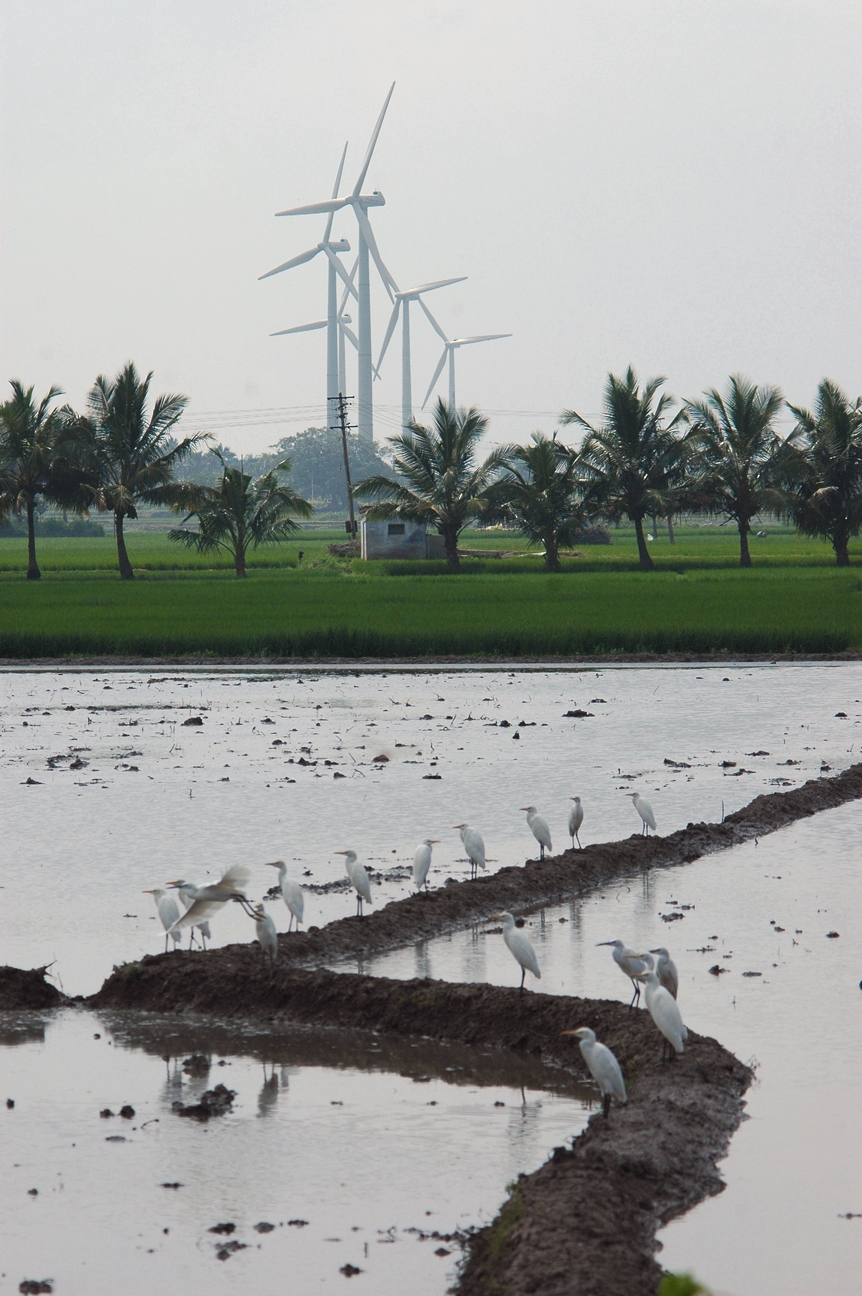
مزارع الرياح وسط حقول الأرز في الهند.

ازدادت طاقة توليد الرياح في الهند بشكل كبير في السنوات الأخيرة. فمع حلول 31 مارس 2019، بلغ إجمالي سعة طاقة الرياح المثبتة 36.625 جيجاوات وتعتبر رابع أكبر قدرة طاقة الرياح المثبتة في العالم. تنتشر مزارع طاقة الرياح بشكل رئيسي في جميع مناطق الجنوب، والغرب، والشمال والشرق.
تناقصت تكاليف توليد طاقة الرياح في الهند بصورة واضحة في الآونة الأخيرة، حتى وصلت التعريفة إلى مستوى قياسي جديد بلغ 2.43 يورو (3.5 دولار أمريكي) لكل كيلو وات ساعة (دون أي دعم مباشر أو غير مباشر) بعد البدء في مشاريع ديسمبر 2017.
في ديسمبر 2017، أعلنت حكومة الاتحاد المبادئ الأساسية بشأن التعريفة الجمركية لزيادة الاستثمار وتقليل المخاطر للمستثمرين.

## القدرة المثبتة
يوضح الجدول التالي طاقة الرياح المثبتة في الهند سنويا والنمو السنوي لها منذ عام 2006.
| السنة المالية              | 06-07 | 07-08 | 08-09  | 09-10  | 10-11  | 11-12  | 12-13  | 13-14  | 14-15  | 15-16  | 16-17  | 17-18  | 18-19  |
| -------------------------- | ----- | ----- | ------ | ------ | ------ | ------ | ------ | ------ | ------ | ------ | ------ | ------ | ------ |
| السعة المثبتة (بالميجاوات) | 7,850 | 9,587 | 10,925 | 13,064 | 16,084 | 18,421 | 20,150 | 22,465 | 23,447 | 26,777 | 32,280 | 34,046 | 36,625 |
| التوليد (بالجيجاوات ساعه)  |       |       |        |        |        |        |        |        | 28,214 | 28,604 | 46,011 | 52,666 | 62,036 |

## التاريخ
بدأت الهند في تطوير منظومة توليد الطاقة من الرياح في ديسمبر 1952، عندما بدأ مانيكلال سانكشاند ثاكر، مهندس طاقة متميز، مشروعا مع المجلس الهندي للبحوث العلمية والصناعية (CSIR) لاستكشاف إمكانيات تسخير طاقة الرياح في البلاد. لينشأ بعدها مجلس البحوث لجنة فرعية تحت إشراف بي نيلاكانتان مختصة بدراسة طاقة الرياح كالموارد المتاحة التي يمكن استخدامها عملياً وتكلفتها الاقتصادية.
بمساعدة من إدارة الأرصاد الجوية الهندية، استعرضت اللجنة الفرعية على نطاق واسع البيانات المتاحة عن الرياح السطحية في الهند ومدة سرعتها، وبدأت بإجراء دراسات مفصلة للمواقع الواعدة لتأسيس مزارع للرياح غير البدء في تطوير واختبار طواحين الهواء الكبيرة المصنوعة من الخشب والخيزران.
في سبتمبر 1954، تم عقد ندوة حول الطاقة الشمسية وطاقة الرياح من قبل المجلس الهندي للبحوث العلمية والصناعية بالتعاون مع منظمة اليونسكو العالمية في نيودلهي. حضر الندوة العديد من الشخصيات العالمية ورواد الطاقة في ذلك الوقت من أمثال إي دبليو جولدينج، مهندس الطاقة البريطاني وأحد مشرفي تصميم مزارع طاقة الرياح في الهند والذي أوصى بإجراء عمليات المسح الجيولوجي للهند في أسرع وقت مع دراسة سرعة الرياح واتجاهها ومدة استمرارها. كما أوصى بتخصيص موظفين بدوام كامل لإتمام تلك الوظائف وتأسيس المختبرات اللازمة لذلك والبدء بتحويل المشاريع الصغيرة أولا إلى طاقة الرياح لدراسة المتغيرات والمشاكل.
اعتمد المجلس الهندي للبحوث العلمية والصناعية توصيات جولدينج في عام 1957.
بحلول هذا الوقت، تم تحديد العديد من المناطق المناسبة لتصميم مزارع الرياح مثل سوراشترا وأرجاء كويمباتور. وبدأت اللجنة الفرعية في إنشاء 20 محطة لمسح سرعة الرياح في جميع أنحاء الهند، بالإضافة إلى اختبار طواحين الهواء المصممة محليا بسعة 6 كيلو وات.
ساهمت حكومة ألمانيا الغربية في تطوير منظومة الرياح في الهند بعد تقديم توربينات الرياح أليجار لإجراء الاختبارات عليها في عام 1961. بالتزامن مع دراسة الحكومة الهندية في اقتراح لتأسيس أكثر من 20,000 مولد كهربي بسعة كهربائية من صغيرة إلى متوسطة في المناطق الريفية لاستخدامها في تشغيل مضخات المياه وتوفير الطاقة اللازمة لإنارة الهياكل البعيدة مثل المنارات.
في عام 1960، أنشأ المجلس الهندي للبحوث العلمية والصناعية شعبة طاقة الرياح كقسم أساسي من المختبر الوطني الجديد للطيران (NAL) في بنغالور، الذي تأسس أيضا في ذلك العام.
في الفترة ما بين عقد 1960 إلى عقد 1980، واصل المختبر الوطني في إجراء مسوحات لسرعة الرياح وتطوير الطواحين الهوائية.
أما أكبر خطوة في تطوير طاقة الرياح ينسب إلى أول مشروع في فيرافال، غوجارات، في عام 1985. حيث تم تصميم طاحونة مثل الطواحين الهولندية (صنعت في بولينكو) بسعة 40 كيلو وات وتوصيلها بالشبكة. أما مبادرة الدكتور الراحل كي إس رايو، مدير وكالة غوجارات لتنمية الطاقة آنذاك، فقد كانت مشروعا مشتركا بين وكالة غوجارات وجي كيه. على الرغم من سوء أداء تلك التوربينة إلا أنها أثبتت جدواها الفنية في الوضع المتصل بالشبكة في الهند.
بعد ذلك، خططت حكومة الهند للعديد من مزارع الرياح التجريبية في المناطق الساحلية من البلاد وأطلقت في وقت واحد برنامجًا ضخمًا لتحديد المواقع المناسبة لمشاريع الرياح. ففي عام 1986، أقيمت مزارع للرياح في المناطق الساحلية في ماهاراشترا (راتنجاري)، وكجرات (أوخا)، وتاميل نادو (تيرونلفلي) مع توربينات الرياح بقدرة 55 كيلو وات. تم دعم هذه المشروعات الإيضاحية من قبل وزارة الطاقة الجديدة والمتجددة (MNRE).
في الفترة ما بين عامي 1985-1986، تم إنشاء مشاريع لتوضيح النواحي التقنية والاقتصادية لمشروعات طاقة الرياح، في حين أن برنامج رسم خرائط الرياح أدى إلى تحديد العديد من المواقع المناسبة لمشاريع طاقة الرياح (C-WET 2001؛ Mani 1990 1992، 1994 ؛ ماني ومولي 1983).
تم تقييم إمكانات مزارع الرياح في البلاد لأول مرة في عام 2011 لتكون أكثر من 2,000 جيجاوات من قبل البروفيسور جامي حسين من جامعة تيري، نيودلهي. أعيد التحقق من صحة ذلك لاحقًا بواسطة مختبر لورنس بيركلي الوطني بالولايات المتحدة (LBNL) في دراسة مستقلة أجريت في عام 2012. ونتيجة لذلك، أنشأ MNRE لجنة لإعادة تقييم الإمكانات ومن خلال المعهد الوطني لطاقة الرياح (NIWE ، سابقًا C -WET) أعلنت عن تقدير منقح لموارد الرياح المحتملة في الهند من 49,130 ميجاوات إلى 302,000 ميجاوات للتوربينات على ارتفاع 100 متر. أما الآن فيتم إنشائهم على ارتفاع يصل إلى 120 مترًا وأكثر.
في عام 2015، حددت MNRE الهدف من طاقة توليد طاقة الرياح بحلول عام 2022 عند 60,000 ميجاوات.

## توليد الكهرباء
تمثل طاقة الرياح ما يقرب من 10% من إجمالي الطاقة المستخدمة في الهند، حيث استطاعت توليد ما يقرب 62.03 تيراوات ساعة في السنة المالية 2018- 2019 بما يقارب من 4% من إجمالي توليد الكهرباء وصل عامل الاستفادة فيها ما يقرب من 19.33% (بينما كانت 16% في 2017-2018، 19.62% في 2016-2017 و14% في 2015- 2016).
يتم توليد 70% من طاقة الرياح السنوية خلال خمسة أشهر من مايو إلى سبتمبر تزامنا مع فترة الرياح الموسمية الجنوبية الغربية. في الهند، تعد الطاقة الشمسية مكملة لطاقة الرياح حيث يتم توليدها في الغالب خلال الفترة غير الموسمية في النهار.
| الشهر                   | الشمال   | الغرب     | الجنوب    | الشرق | شمال شرق | المجموع (جيجا وات ساعة) |
| ----------------------- | -------- | --------- | --------- | ----- | -------- | ----------------------- |
| أبريل 2018              | 552.54   | 1,604.27  | 1,165.93  | -     | -        | 3,322.74                |
| مايو 2018               | 587.60   | 2,481.92  | 1,371.58  | -     | -        | 4,441.09                |
| يونيو 2018              | 1,035.61 | 3,461.16  | 3,827.89  | 12.28 | -        | 8,336.94                |
| يوليو 2018              | 950.36   | 4,011.23  | 6,403.68  | -     | -        | 11,365.27               |
| أغسطس 2018              | 910.12   | 3,730.76  | 7,129.62  | 1.15  | -        | 11,771.66               |
| سبتمبر 2018             | 600.53   | 1,778.12  | 3,708.99  | 5.70  | -        | 6,093.34                |
| أكتوبر 2018             | 209.39   | 744.69    | 1,864.79  | 3.91  | -        | 2,789.24                |
| نوفمبر 2018             | 184.31   | 760.81    | 1,232.00  | 3.91  | -        | 2,181.03                |
| ديسمبر 2018             | 283.01   | 1,333.62  | 1,163.33  | 9.29  | -        | 2,789.24                |
| يناير 2019              | 312.56   | 1,233.13  | 1,296.29  | 9.91  | -        | 2,851.89                |
| فبراير 2019             | 385.01   | 1,313.14  | 1,384.07  | 12.25 | -        | 3,094.47                |
| مارس 2019               | 392.77   | 1,477.50  | 1,083.57  | 12.10 | -        | 2,965.93                |
| المجموع (جيجا وات ساعة) | 6,403.79 | 23,930.36 | 31,631.72 | 70.50 | -        | 62,036.38               |

## طاقة الرياح حسب الولاية

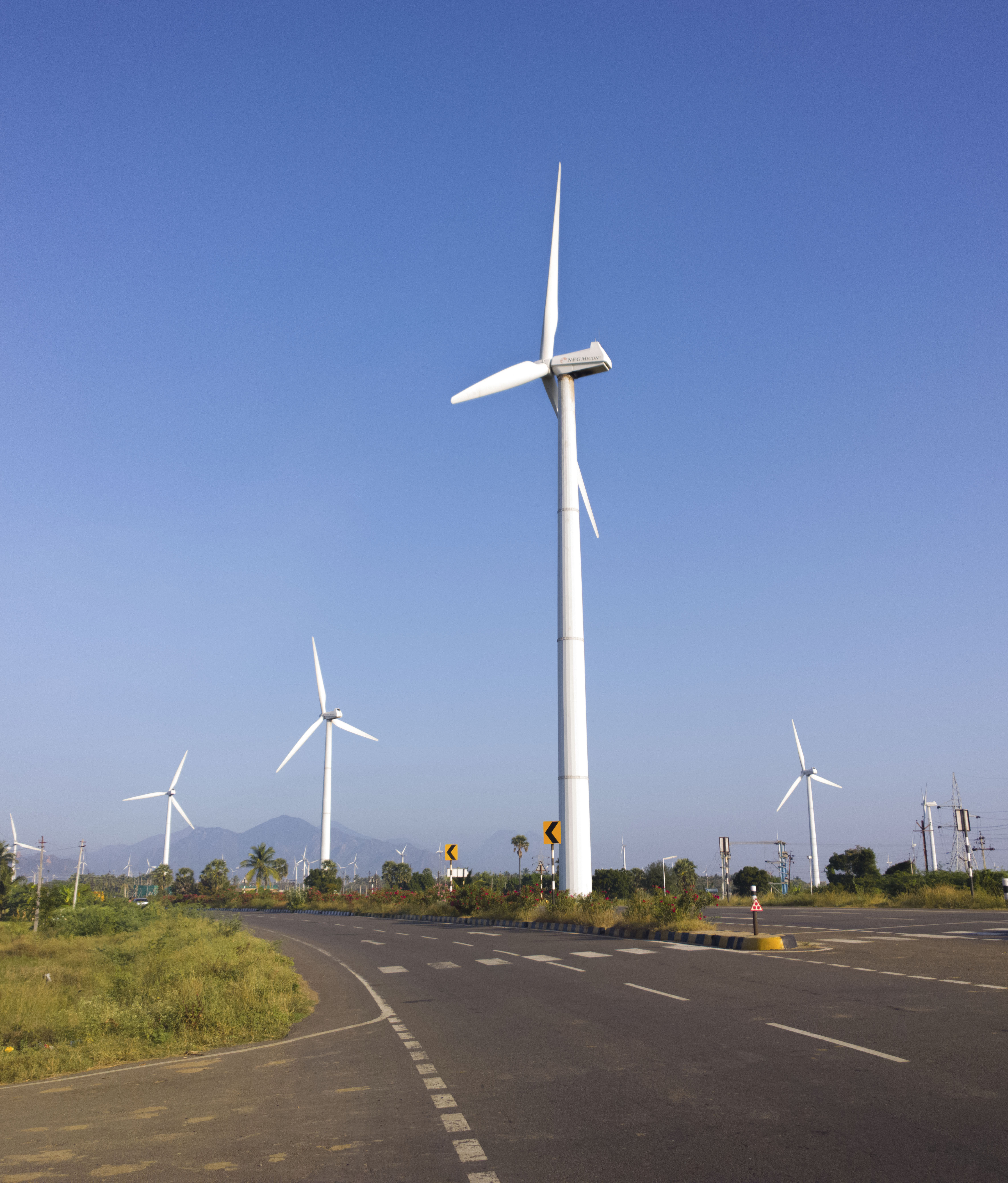
مزرعة الرياح موباندال بالقرب من NH44

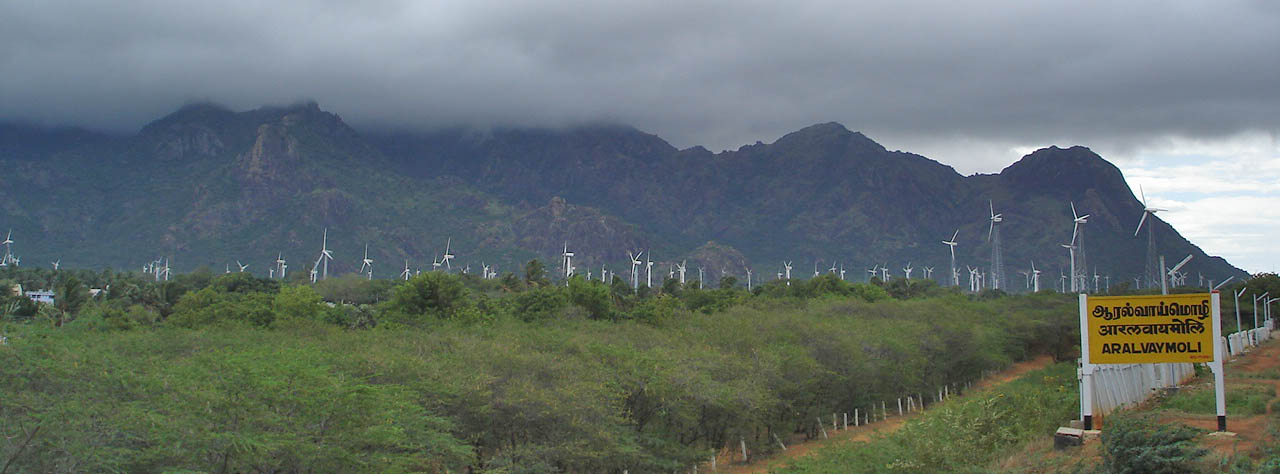
مزرعة الرياح موباندال في تاميل نادو

هناك عدد متزايد من منشآت طاقة الرياح في الولايات في جميع أنحاء الهند.
| الولاية            | السعة الكلية (بالميجاوات) |
| ------------------ | ------------------------- |
| تاميل نادو         | 8,197                     |
| كجرات              | 5,613                     |
| ماهاراشترا         | 4,784                     |
| كارناتاكا          | 4,509                     |
| راجستان            | 4,298                     |
| ولاية اندرا براديش | 3,963                     |
| ماديا براديش       | 2,520                     |
| تيلانغانا          | 101                       |
| كيرلا              | 53                        |
| أخرى               | 4                         |
| الكلي              | 34,043                    |

### تاميل نادو
وصلت طاقة الرياح في تاميل نادو ما يقرب من 29% من إجمالي الطاقة في الهند. مع إدراك حكومة تاميل أهمية وحاجة الدولة إلى الطاقة المتجددة، أسست وكالة تاميل نادو لتنمية الطاقة المتجددة (TEDA) في عام 1985.
الآن، أصبحت تاميل نادو رائدة في مجال طاقة الرياح في الهند. تنتج مزرعة موباندل ما يقرب من 1500 ميجاوات، وتعتبر أكبر مزرعة لطاقة الرياح في الهند. بلغ إجمالي طاقة الرياح المركبة في تاميل نادو 7,633 ميجاوات. في العام المالي 2014- 2015، بلغ توليد الكهرباء ما يقرب من 9.521 جيجاوات ساعة، بما يقرب من 15% من نسبة توليد الكهرباء في الهند.

### ماهاراشترا
ماهاراشترا هي إحدى الولايات البارزة التي قامت بتثبيت مشاريع طاقة الرياح في المرتبة. الثانية بعد تاميل نادو في الهند. اعتبارا من نهاية مارس 2016، بلغت السعة الكهربية المثبته في ماهاراشترا ما يقرب من 4655.25 ميجاوات. يوجد الآن ما يقرب من 50 مطور ومؤسسة مسجلة في الحكومة تابعة لمؤسسات تنمية الطاقة. من بين تلك الشركات رينو باور، وسوزلان، وفيستاس، وجاميسا، وريجين.

### غوجارات
أدى تركيز حكومة ولاية غوجارات على استغلال الطاقة المتجددة إلى ارتفاع حاد في طاقة الرياح في السنوات القليلة الماضية. وفقا للبيانات الرسمية، زادت قدرة أجيال طاقة الرياح في الولاية بشكل مذهل عشر مرات في السنوات الست الماضية. غوجارات لديها 16% من إجمالي سعة البلاد.
قامت شركة ONGC Ltd، بتأسيس مزرعة طاقة بطاقة 51 ميجاوات في بهوج في غوجارات.

### راجستان
تم تثبيت ما يقرب من 4,298 ميجاوات من طاقة الرياح في ولاية راجستان، تمتلك راجستان 13% من طاقة الرياح المثبته في الهند.

### ماديا براديش
قررت حكومة ولاية ماديا راديش افتتاح مشروع بقيمة 15 ميجاوات تابع لشركة ويندفارمز المحددة. تم افتتاح المشروع بنجاح في 31.03.2008.

### كيرلا
تم تثبيت ما يقرب من 55 ميجاوات من طاقة الرياح في ولاية كيرالا. تم إنشاء أول مزرعة رياح في الولاية عام 1997 في كانجيكود في مقاطعة بالاكاد.
حددت وكالة الطاقة 16 موقعا لإنشاء مزارع الرياح من خلال المطورين الخاصين.

### أوديشا
أوديشا دولة ساحلية لديها إمكانات هائله لتوليد طاقة الرياح، حيث بلغت السعة الإجمالية لها ما يقرب من 2 ميجاوات. تسعى الولاية جاهدة لتعزيز سبل توليد الطاقة في الولاية. لكن مع ذلك لم تسعى الحكومة إلى تعزيز سبل توليد الطاقة لما لديها من احتياطي ضخم من الفحم وعدد من محطات الطاقة الحرارية.

### بنغال الغربية
بلغت إجمالي سعه التوليد في ولاية البنغال الغربية ما يقرب من 2.1 ميجاوات حتى عام 2009 في فراسرجاني.

### جامو وكشمير
تعبتر مناطق كرغيل ولداخ بولاية جامو وكشمير إحدى المناطق المناسبة لإنشاء مزارع لطاقة الرياح، والتي لم يتم استغلالها جيدا حتى الآن. تأتي الرياح بسرعات عالية خلال أشهر الشتاء وبذلك تصبح الولاية كنزا للطاقة المتجددة لتوافر الطاقة المائية خلال أشهر الصيف الناتجة من ذوبان الجليد.

## المشاريع
أكبر مرافق إنتاجا لطاقة الرياح في الهند (10 ميجاوات وأكبر).

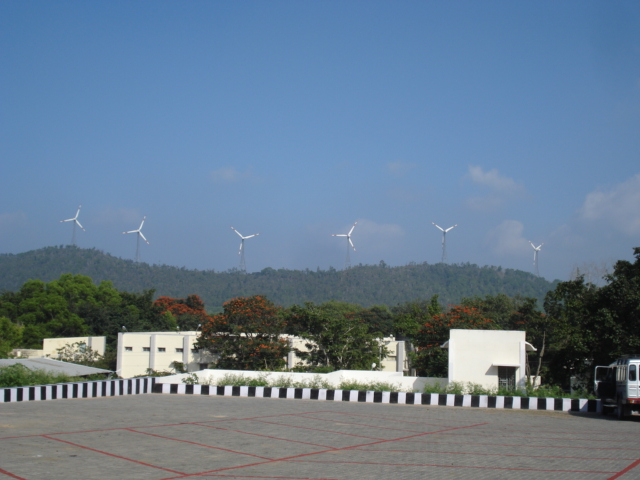
طواحين الهواء على تلال تيرومالا في ولاية أندرا برديش.

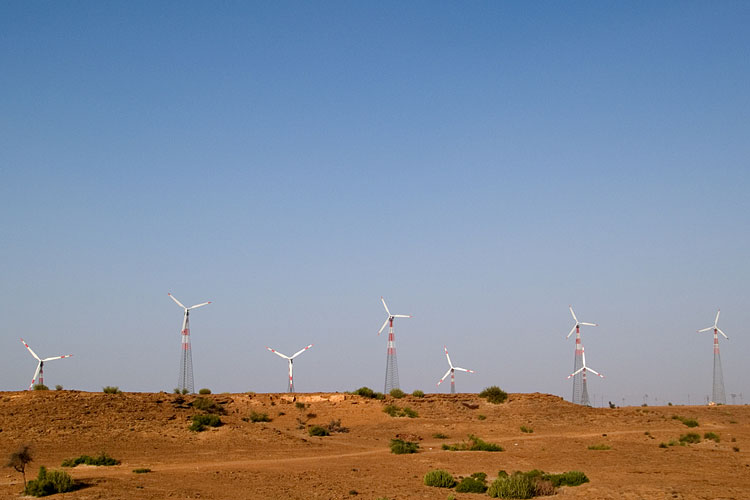
مزرعة رياح في ولاية راجاستان

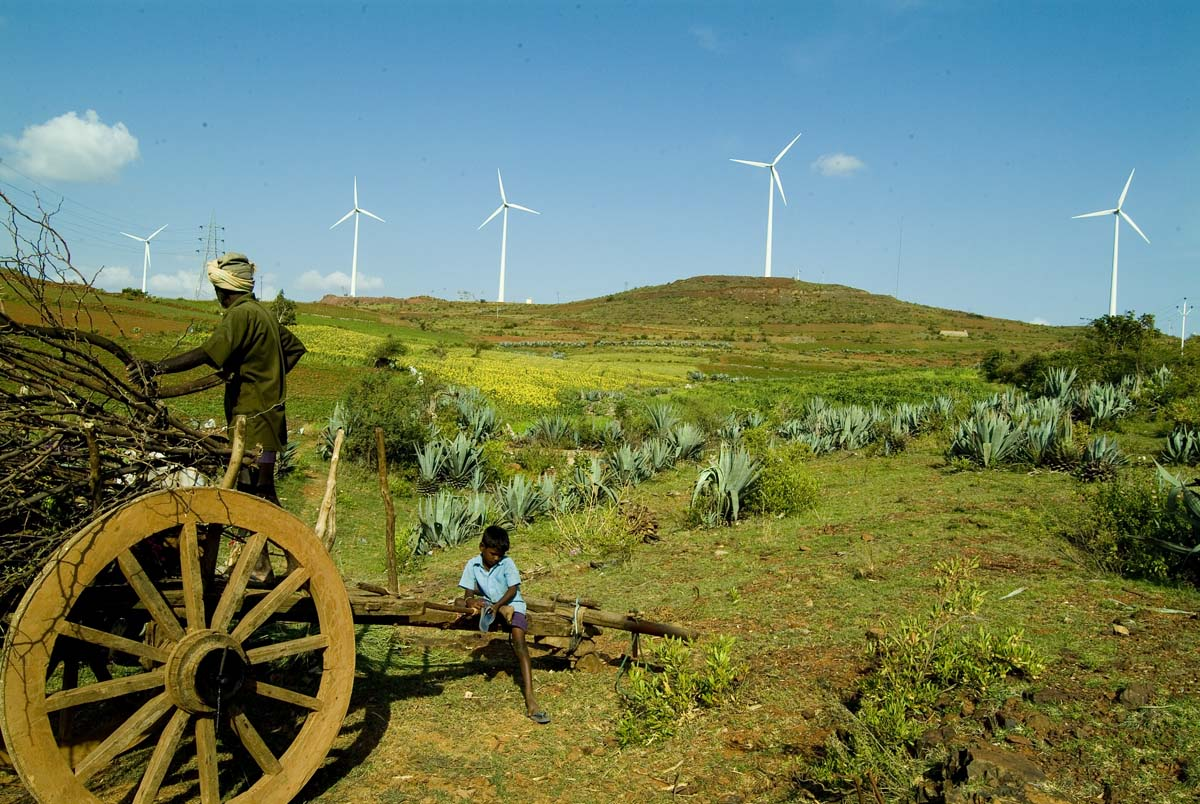
توربينات الرياح وسط المزارع الزراعية في الهند.

| المرتبة | محطة توليد الطاقة          | المؤسس                               | المكان            | الولاية            | ميجاوات |
| ------- | -------------------------- | ------------------------------------ | ----------------- | ------------------ | ------- |
| 1       | مزرعة موبندال              | موبندال                              | كنياكماري         | تاميل نادو         | 1500    |
| 2       | مزرعة رياح جيسلمير         | سوزلون للطاقة                        | جيسلمير           | راجستان            | 1064    |
| 3       | مزرعة براهمفيل             | باراخ للصناعات الزراعية              | دهول              | ماهاراشترا         | 528     |
| 4       | مزرعة دالجان               | غادر للصادرات                        | سنغالي            | ماهاراشترا         | 278     |
| 5       | مزرعة رياح فانكسواد        | سوزلون للطاقة                        | منطقة ساتارا      | ماهاراشترا         | 259     |
| 6       | فاسبيت                     | رينو للطاقة                          | فاسبيت            | ماهاراشترا         | 144     |
| 7       | تولجبار                    | سيمنز جيمسا، رينو للطاقة             | عثمان آباد        | ماهاراشترا         | 126     |
| 8       | مزرعة بلوجوبا للرياح       | أورانج للطاقة المتجددة               | بلوجوبا           | ولاية اندرا براديش | 100.8   |
| 9       | مزرعة ماماتيكا للرياح      | أورانج للطاقة المتجددة               | ماماتيكا          | ماديا براديش       | 100.5   |
| 10      | مزرعة انانتابور للرياح     | أورانج للطاقة المتجددة               | نيمجولا           | ولاية اندرا براديش | 100     |
| 11      | مزرعة دمنجودي لطاقة الرياح | سوزلون للطاقة                        | دمنجودي           | أوديشا             | 99      |
| 12      | جاث                        | رينو للطاقة                          | جاث               | ماهاراشترا         | 84      |
| 13      | ويلتوري                    | رينو للطاقة                          | ويلتوري           | ماهاراشترا         | 75      |
| 14      | أكسيونا توبادهالي          | مزرعة كارناتاكا الهندية لطاقة الرياح | منطقة شيترادورجا  | كارناتاكا          | 56.1    |
| 15      | مزرعة دانجري للرياح        | الهند للبترول.                       | جاسملر            | راجستان            | 54      |
| 17      | كيب كومورين                | أبان لويد شيلي البحرية المحدودة.     | كنياكماري         | تاميل نادو         | 33      |
| 18      | مزرعة كياثار               | سوبهاش المحدودة.                     | كياثار            | تاميل نادو         | 30      |
| 19      | جاسدن                      | رينو باور                            | جاسدن             | كجرات              | 25.2    |
| 20      | راماكلميدو                 | سابهاش المحدودة.                     | راماكلميدو        | كيرلا              | 25      |
| 21      | جوديمانجلام                | مزرعة جوديمانجلام                    | جوديمانجلام       | تاميل نادو         | 21      |
| 22      | مزرعة شاليفانا             | مزرعة شاليفانا للطاقة.               | تيروبور           | تاميل نادو         | 20.4    |
| 23      | بوث لر                     | ويسكير.                              | بوث لر            | ولاية اندرا براديش | 20      |
| 24      | لامدا دانيدا               | دانيدا الهند المحدودة.               | لامدا دانيدا      | غوجارات            | 15      |
| 25      | شيناي موهان                | موهان مصانع الجعة والتقطير           | تشيناي            | تاميل نادو         | 15      |
| 26      | شاه جاجندراجاره            | MMTCL                                | جاداج             | كارناتاكا          | 15      |
| 27      | جمجودراني                  | شركة جمجودراني المحدودة.             | ديواس             | ماديا براديش       | 14      |
| 28      | جوماتي                     | شركة بي سي بي سي المحدودة.           | منطقة تشيترادورجا | كارناتاكا          | 14      |
| 29      | مزرعة برنجودي              | شركة نيوام للطاقة المحدودة.          | برنجودي           | تاميل نادو         | 12      |
| 30      | مزرعة كيثانور              | مزرعة كيثانور                        | كيثانور           | تاميل نادو         | 11      |
| 31      | شاه جاجندراجاره            | سانجاي                               | جاداج             | كارناتاكا          | 10.8    |
| 32      | حيدر أباد                  | تيلانجانا المحدودة                   | حيدر أباد         | تيلانجانا          | 10      |
| 33      | موباندال مدراس             | شركة مدراس للأسمنت المحدودة.         | موباندال          | تاميل نادو         | 10      |
| 34      | بولافادي شيتيناد           | شركة شيتيناد للأسمنت المحدودة.       | بولافادي          | تاميل نادو         | 10      |

## محطات طاقة الرياح البحرية
مع بداية عام 2010، بدأت الهند التخطيط لدخول مجال توليد الطاقة من الرياح البحرية. ففي عام 2013، أعلن الكونسورتيوم (مجموعة من المنظمات)، بقيادة المجلس العالمي لطاقة الرياح (GWEC) بدأ مشروع FOWIND (تيسير الرياح البحرية في الهند) لتحديد المناطق المحتملة لتطوير طاقة الرياح البحرية في الهند ولتحفيز أنشطة البحث والتطوير في هذا المجال. ومن بين الشركاء الآخرين في الائتلاف مركز دراسات العلوم والتكنولوجيا والسياسة (CSTEP)، و DNV GL، و Gujarat Power Corporation Limited (GPCL)، والمعهد العالمي للطاقة المستدامة (WISE). حصل الائتلاف على منحة قدرها 4.0 ملايين يورو من وفد الاتحاد الأوروبي إلى الهند في عام 2013 إلى جانب دعم التمويل المشترك من GPCL. سيتم تنفيذ إجراء المشروع من ديسمبر 2013 إلى مارس 2018.
يركز المشروع على ولايتي غوجارات وتاميل نادو لتحديد المناطق المحتملة للتنمية من خلال التحليل التجاري التقني والتقييم الأولي للموارد. كما ستنشئ منصة للتعاون الهيكلي وتبادل المعرفة بين أصحاب المصلحة من الاتحاد الأوروبي والهند بشأن تكنولوجيا الرياح البحرية والسياسة والتنظيم والصناعة وتنمية الموارد البشرية. سوف تساعد أنشطة FOWIND أيضًا في تسهيل إنشاء منصة لتحفيز أنشطة البحث والتطوير المتعلقة بالرياح البحرية في البلاد.
أما مع حلول عام 2014، بدأت بالتخطيط لإنشاء محطة تجريبية بسعة 100 ميجاوات تقع قبالة ساحل ولاية غوجارات.

## وصلات خارجية
- طاقة الرياح الهندية- مجلة.
- كيف يمكن للرياح التغيير أن تكون بديلاً للفحم نسخة محفوظة 24 مايو 2011 على موقع واي باك مشين..
- الهند المتعطشة للطاقة تتطلع إلى دور "القوة العظمى للرياح"
- طاقة الرياح في ولاية كيرالا.